# Тайога (округ, Пенсільванія)
Шаблон:StateAbbr_ 41°46′ пн. ш. 77°15′ зх. д. / 41.77° пн. ш. 77.25° зх. д.
Округ Тайога (англ. Tioga County) — округ (графство) у штаті Пенсільванія, США. Ідентифікатор округу 42117.

## Історія
Округ утворений 1812 року.

## Демографія
За даними перепису
2000 року
загальне населення округу становило 41373 осіб, зокрема міського населення було 6497, а сільського — 34876.
Серед мешканців округу чоловіків було 20253, а жінок — 21120. В окрузі було 15925 домогосподарств, 11191 родин, які мешкали в 19893 будинках.
Середній розмір родини становив 2,93.
Віковий розподіл населення поданий у таблиці:
| Стать    | До 15 років | 15-21 | 22-29 | 30-39 | 40-49 | 50-65 | 65-85 | Понад 85 |
| -------- | ----------- | ----- | ----- | ----- | ----- | ----- | ----- | -------- |
| Чоловіки | 4035        | 2418  | 1800  | 2553  | 2973  | 3541  | 2680  | 253      |
| Жінки    | 3801        | 2548  | 1744  | 2742  | 3044  | 3566  | 3148  | 527      |

## Суміжні округи
- Стубен, Нью-Йорк — північ
- Чеманг, Нью-Йорк — північний схід
- Бредфорд — схід
- Лайкомінг — південь
- Поттер — захід

## Виноски
1. ↑  U.S. Decennial Census. United States Census Bureau. Архів оригіналу за 12 травня 2015. Процитовано 11 березня 2015.
2. ↑  Historical Census Browser. University of Virginia Library. Архів оригіналу за 11 серпня 2012. Процитовано 11 березня 2015.
3. ↑  Forstall, Richard L., ред. (24 березня 1995). Population of Counties by Decennial Census: 1900 to 1990. United States Census Bureau. Архів оригіналу за 20 березня 2015. Процитовано 11 березня 2015.
4. ↑  Census 2000 PHC-T-4. Ranking Tables for Counties: 1990 and 2000 (PDF). United States Census Bureau. 2 квітня 2001. Архів оригіналу (PDF) за 18 грудня 2014. Процитовано 11 березня 2015.
5. ↑  State & County QuickFacts. United States Census Bureau. Архів оригіналу за 21 липня 2011. Процитовано 22 листопада 2013. [Архівовано 2011-06-06 у Wayback Machine.](англ.) Наведено за англійською вікіпедією.
6. ↑  American FactFinder. Бюро перепису населення США. Архів оригіналу за 26 лютого 2012. Процитовано 31 січня 2008. [Архівовано 2008-05-21 у Wayback Machine.]

| США | Це незавершена стаття з географії США. Ви можете допомогти проєкту, виправивши або дописавши її. |